# Mickey Levy
Pour les articles homonymes, voir Levy.
Mickey Levy (en hébreu :  מִיקִי לֵוִי), né le 21 juin 1951 à Jérusalem, est un homme politique israélien, membre du parti laïc Yesh Atid. 
De 2021 à 2022, il est président de la Knesset succédant à Yariv Levin.

## Biographie
Mickey Levy est né à Jérusalem de parents immigrés juifs d'origine kurde de Cizre, en Turquie. Il fait son service militaire au sein de la brigade des parachutistes. Après avoir effectué ses obligations militaires, il rejoint la police israélienne et occupe peu à peu divers postes de commandement, en tant qu'officier de police puis commissaire de police. Il a été chef des services de Jérusalem de la police israélienne entre 2000 et 2004. Après avoir quitté le service actif en tant que directeur, il travaille en tant qu'attaché de police israélienne à Washington jusqu'en 2007.
Mickey Levy est placé onzième sur la liste du nouveau parti Yesh Atid lors des élections de 2013. Il est élu à la Knesset alors que ce parti remporte 19 sièges.
À la suite de l'accord d'une coalition de Yesh Atid avec le Likoud, il est nommé Ministre délégué aux Finances. Il démissionne de sa fonction de facto car Yaïr Lapid est limogé par Benyamin Netanyahou car son parti a plusieurs fois attaqué le gouvernement.
Il est à nouveau placé onzième sur la liste de Yesh Atid lors des élections de 2015, et est réélu de justesse puisque ce parti ne remporte que 11 sièges. Lors des élections d'avril 2019, Yesh Atid rejoint l'alliance Bleu et blanc. Mickey Levy est placé vingt-deuxième et la liste de l'alliance remporte alors 35 sièges.
Le 3 juin 2021, Mickey Levy est cité pour devenir président de la Knesset, car Yariv Levin, le président de la Knesset de l'époque, aurait eu l'intention de retarder le vote et l'annonce de la formation du Gouvernement Bennett. Dans une lettre initiée par Yaïr Lapid, 61 députés appellent à un vote pour remplacer Yariv Levin par Mickey Levy en tant que Président et il est demandé que ce vote soit inscrit à l'ordre du jour de la prochaine session plénière, qui est fixée au lundi 7 juin 2021. Néanmoins, à la suite du désistement de Nir Orbach et de députés du Nouvel Espoir, cette piste semble écartée.
Le 13 juin 2021, il est élu président de la Knesset par 67 voix sur 120. Il cède sa place à Yariv Levin le 13 décembre 2022 après les élections de novembre 2022.

## Vie personnelle
Mickey Levy a quatre enfants et vit dans la banlieue de Mevasseret Zion à Jérusalem.